# Erdbeben im Westen von Gaotai in Gansu 180
Das Erdbeben im Westen von Gaotai in Gansu 180 ereignete sich im Herbst des Jahres 180 im Westen von Gaotai in der Provinz Gansu, China. Das Hou Hanshu berichtet darüber in seinem 106. Kapitel (juan). 
Aufgrund der verursachten Schäden ließ sich abschätzen, dass das Beben im Epizentrum die Stärke von X auf der Mercalli-Skala erreichte. Darauf basierende Berechnungen ergaben eine Magnitude von 7,5.